# Ritratto di Zacharie Astruc
Il ritratto di Zacharie Astruc è un dipinto a olio su tela (90×116 cm) del pittore francese Édouard Manet, realizzato nel 1866 e conservato alla Kunsthalle di Brema.

## Biografia
Zacharie Astruc era uno scrittore che, appassionatosi alla pittura, manifestò un sincero interesse per tutti quegli artisti disapprovati dalla critica ufficiale: egli, infatti, fu il primo sostenitore di Édouard Manet, e scrisse infuocati articoli a sua difesa, andando completamente controcorrente siccome agli esordi l'artista non riceveva che critiche.
Come forma di ringraziamento, Manet propose allo scrittore di fare il suo ritratto. Astruc è ritratto frontalmente ed è seduto su una sedia, con la mano destra che si intrufola in modo signorile nell'elegante gilet e quella sinistra pigramente accostata sulla sedia. Quest'ultima mano, in particolare, è raffigurata fuori fuoco: con questo espediente ottico Manet consente al soggetto di emergere rispetto allo sfondo e, al contempo, costringe l'osservatore a focalizzarsi sul volto di Astruc. A sinistra troviamo un tavolino coperto da una stoffa scarlatta, che riprende e varia il colore della cintura del critico: su questa superficie l'artista poggia vari elementi che mettono in evidenza la personalità, gli interessi e il mestiere di Astruc. Vi troviamo, infatti, libri antichi e moderni: tra i volumi accatastati sul tavolo fa bella mostra di sé un album giapponese dalla copertina nera, con il quale Manet ribadisce il ruolo fondamentale rivestito dalle stampe dell'Estremo Oriente nell'ascesa dell'Impressionismo.
L'artista inserisce poi, in maniera apparentemente casuale, un limone tagliato a metà e parzialmente sbucciato, unica nota squillante di colore in una composizione altrimenti molto formale: si tratta di un omaggio esplicitamente rivolto ai quadri dell'olandese Vermeer, che Manet poté ammirare in una mostra ad Amsterdam. Dietro Astruc, infine, si scorge una scena domestica, con la moglie del critico che si affaccia pensosa dal balcone. Per lungo tempo i critici si sono chiesti se si trattasse di una seconda stanza, o magari del riflesso di uno specchio (costituendo, in questo modo, una citazione de Las Meninas): oggi, tuttavia, sono concordi nel ritenere tale scena l'immagine di un quadro poggiato al bordo del tavolo. La soluzione iconografica della posa della moglie di Astruc, in particolare, rivela una meditata riflessione sugli archetipi antichi, compiuta specialmente sulla Venere di Urbino di Tiziano, quadro che già servì per l'Olympia, quadro manetiano al quale Astruc tra l'altro si interessò molto.